# Pericoma inornata
Pericoma inornata är en tvåvingeart som beskrevs av Tonnoir 1929. Pericoma inornata ingår i släktet Pericoma och familjen fjärilsmyggor. Inga underarter finns listade i Catalogue of Life.